# Gulden vlies (mythologie)

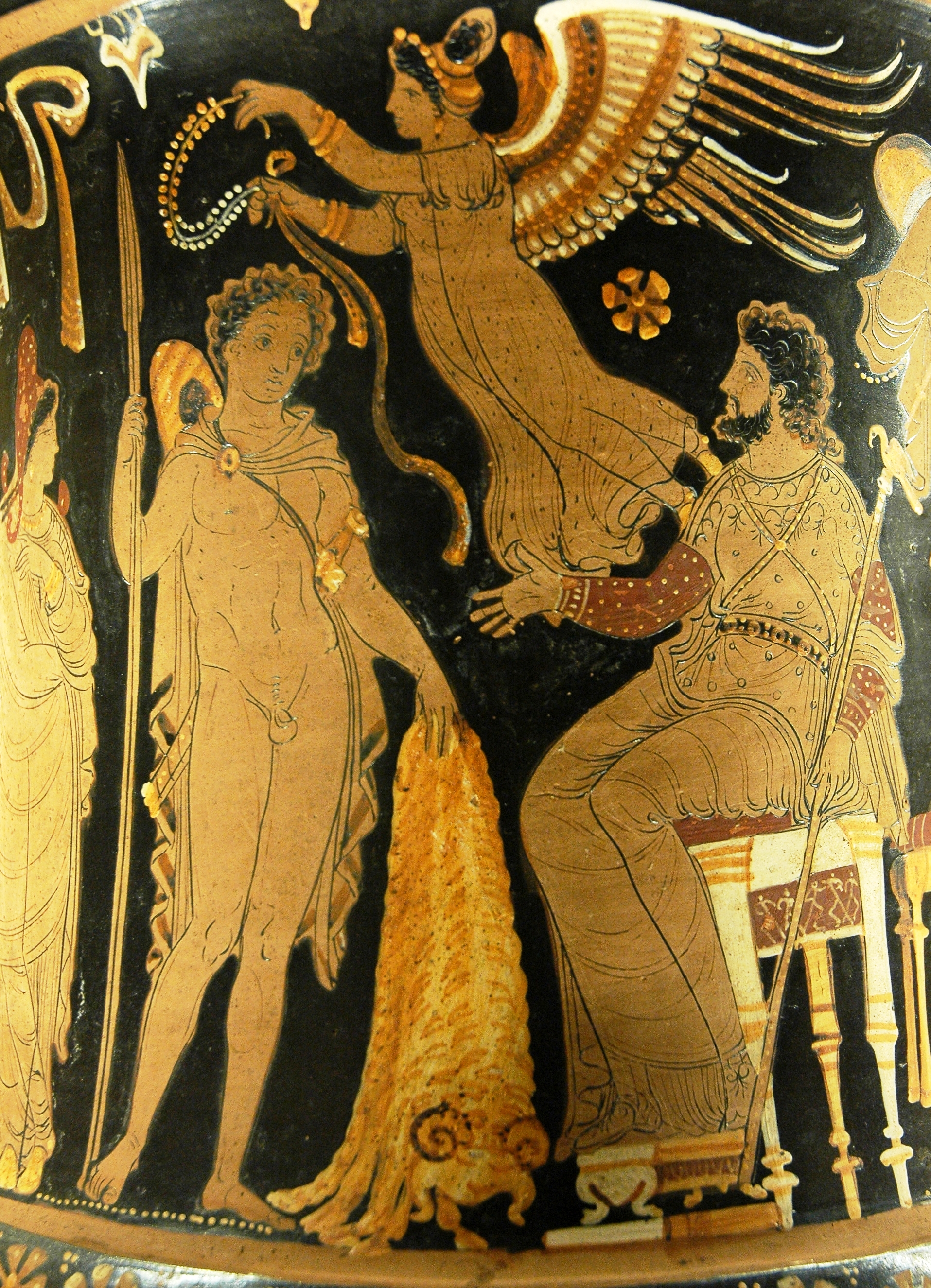
Jason brengt koning Pelias het Gulden vlies

Het verhaal van het Gulden vlies is een verhaal uit de Griekse mythologie. Het Gulden vlies was de gouden vacht van de god Chrysomallos, de ram die de kinderen van koning Athamas, Phrixus en Helle, wegvoerde, om hen te redden uit de handen van Athamas en zijn nieuwe vrouw, Ino. Helle keek op hun vlucht, juist toen ze over de Hellespont vlogen, naar beneden en stortte in zee. Phrixus bereikte alleen zijn doel, offerde de ram en hing de gouden vacht op.
Het Gulden vlies was later het doel van een queeste, die door Jason en de Argonauten werd ondernomen. Jason had hiertoe van zijn oom Pelias opdracht gekregen, aan wie voorspeld was dat hij door toedoen van Jason zou sterven. Het vlies was in het bezit van koning Aietes van Colchis, die Jason, om het vlies te verkrijgen, drie opdrachten gaf. Colchis was in de klassieke oudheid de naam voor het gebied aan de oostkust van de Zwarte Zee. De drie opdrachten waren:
- span de Khalkotauroi, de Colchische stieren, in en ploeg hiermee een veld om
- plant drakentanden en versla het leger dat uit deze drakentanden groeit. Jason deed dat door een grote steen in hun midden te gooien.
- versla de altijd wakende draak die het vlies bewaakt

Jason kreeg bij het uitvoeren van de opdrachten hulp van Medea, de dochter van Aietes, die zijn geliefde werd. Nadat Jason en de Argonauten het vlies hadden veroverd, zette Aietes langs twee kanten de achtervolging in, maar de Argonauten wisten hem op afstand te houden. Zij gooiden de lichaamsdelen van Absyrtus, het gedode broertje van Medea, overboord en Aietes haalde die steeds uit het water, waardoor hij maar langzaam vooruitkwam. De Argonauten kwamen na een lange reis weer in Pagasae aan, vanwaar ze hun reis waren begonnen.